# Nacna javensis
Nacna javensis är en fjärilsart som beskrevs av W. Warren 1912. Nacna javensis ingår i släktet Nacna och familjen nattflyn. Inga underarter finns listade i Catalogue of Life.